# Nadleśnictwo Herby
Nadleśnictwo Herby – jednostka organizacyjna Lasów Państwowych podległa Regionalnej Dyrekcji Lasów Państwowych w Katowicach i położona w województwie śląskim (powiaty: częstochowski, kłobucki i lubliniecki), której siedziba znajduje się w miejscowości Herby.

## Historia Nadleśnictwa
Do roku 1945 w zasięgu lasów stanowiących obecne Nadleśnictwo Herby istniały trzy Nadleśnictwa:
- Nadleśnictwo Herby powstałe w 1921 roku, z dawnego Leśnictwa Krzepice (Obręb Herby) i lasów zagarniętych w okresie zaborów przez rosyjski dom panujący Romanowych (dawny Obręb Blachownia), o łącznej powierzchni 6 060 ha. W roku 1936, w wyniku zmian w stanie posiadania, związanych z budową linii kolejowej Herby Nowe - Gdynia i likwidacji służebności pięciu wsi, powierzchnia Nadleśnictwa wzrosła do 6 372 ha. W tych granicach Nadleśnictwo przetrwało do roku 1945. W roku 1945 nastąpił dalszy wzrost powierzchni Nadleśnictwa do 6 960 ha, wyniku przyłączenia następnych kompleksów leśnych usytuowanych w południowo-wschodniej części obecnego Obrębu Herby.

- Nadleśnictwo Panki powstało w 1922 roku, z lasów stanowiących do roku 1659 dobra państwowe, kiedy to nadano je Klasztorowi Ojców Paulinów w Częstochowie na własność wieczystą „za przezorność i męstwo okazano w obronie Częstochowy przeciw Szwedom”. W roku 1799 lasy te zostały odebrane Paulinom przez króla pruskiego Fryderyka II i kilkakrotnie zmieniały właścicieli, Ostatnim właścicielem tych gruntów był car Rosji Aleksander III. W roku 1921, na podstawie Traktatu Ryskiego, przeszły one na własność Skarbu Państwa. Powierzchnia ogólna Nadleśnictwa wynosiła 6 115 ha.
- Nadleśnictwo Lubliniec (pod nazwą Czarny Las), powstało w 1921 roku z dawnych lasów państwowych o powierzchni ogólnej 4 182 ha. W 1945 roku, nastąpił dalszy wzrost powierzchni Nadleśnictwa poprzez przyłączenie kompleksów leśnych, stanowiących własność zagranicznych spółek akcyjnych i zaborców niemieckich. W 1949 roku, powierzchnia Nadleśnictwa wynosiła 7 093 ha. W roku 1952 przyłączono do Nadleśnictwa lasy miejskie miasta Lubliniec o powierzchni 1 210 ha.

W roku 1972, na podstawie zarządzenia Nr 45 Naczelnego Dyrektora Lasów Państwowych z dnia 15 września 1972 r. zostały rozwiązane Nadleśnictwa: Herby, Panki i Lubliniec, w dotychczasowych granicach utworzono Nadleśnictwo Herby z Obrębami: Herby, Panki i Lubliniec (obecnie Kochanowice).

## Warunki geograficzno-przyrodnicze
Nadleśnictwo Herby położone jest w Małopolskiej Krainie Przyrodniczo-Leśnej, w Dzielnicy Wyżyny Woźnicko-Wieluńskiej.
- Powierzchnia ogólna Nadleśnictwa: 17 750,07 ha; w 3 Obrębach: Herby, Kochanowice i Panki, podzielonych na 12 Leśnictw[2]:
  - Leśnictwo Aleksandria (1 227,10 ha)
  - Leśnictwo Blachownia (1 260,24 ha)
  - Leśnictwo Herby (1 263,65 ha)
  - Leśnictwo Hutki (1 060,18 ha)
  - Leśnictwo Jezioro (1 204,42 ha)
  - Leśnictwo Kochanowice (1 416,06 ha)
  - Leśnictwo Kuleje (1 806,16 ha)
  - Leśnictwo Lisów (1 791,62 ha)
  - Leśnictwo Lubockie (1 775,48 ha)
  - Leśnictwo Łebki (2 021,29 ha)
  - Leśnictwo Połamaniec (1 666,81 ha)
  - Leśnictwo Trzepizury (1 257,42 ha)

- Siedliska leśne: borowe 87%, lokalnie siedliska lasowe i inne,
- Główne gatunki lasotwórcze: sosna 90%, brzoza 4%, olcha 3%, dąb 2%, świerk 1%,
- Powierzchnia lasów niestanowiących własności Skarbu Państwa, objętych nadzorem Nadleśnictwa wynosi 2.102 ha.
- Całość lasów znajduje się w II strefie szkodliwego oddziaływania przemysłu.
- Obszar Nadleśnictwa leży w zlewni rzeki Warty, z jej dopływami: Liswartą, Stradomką, Kanopką i Pankówką,

W Obrębie Herby i Panki cały teren zajmują głównie piaski i na małym obszarze gliny akumulacji lodowcowej, miejscami z wtórnymi utworami wydmowymi. Przeważają ubogie gleby bielicowe (85%), następnie brunatne (10%) oraz pobagienne i zabagnione (5%). Ponad 4.600 ha lasów Nadleśnictwa uznano za ochronne, głównie z powodów krajobrazowych i z uwagi na spełnianie przez nie funkcji lasów masowego wypoczynku. Przeciętny wiek drzewostanów Nadleśnictwa Herby wynosi 52 lata, przeciętny przyrost masy 3,5 m³/ha, a przeciętna zasobność 181 m³/ha.

## Ochrona przyrody
Część nadleśnictwa znajduje się na obszarze Parku Krajobrazowego Lasy nad Górną Liswartą. W jego obrębie znajdują się też dwa rezerwaty przyrody:
- Cisy w Łebkach
- Cisy nad Liswartą
- oraz zespół przyrodniczo-krajobrazowy Rozlewisko Górnej Stradomki

W Leśnictwach Blachownia i Lubockie istnieją punkty edukacji ekologicznej.